# Helen Taylor (Feministin)

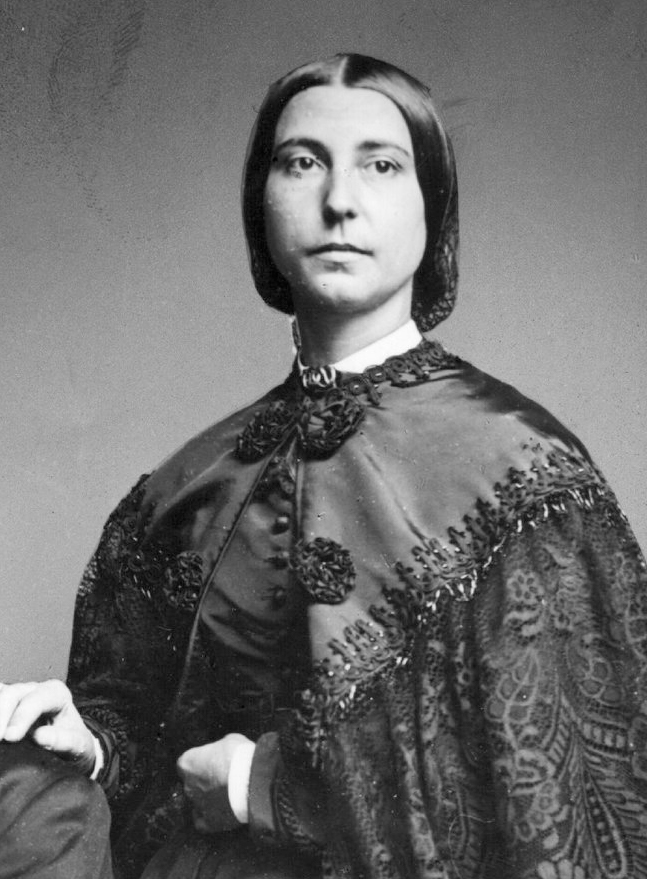
Helen Taylor

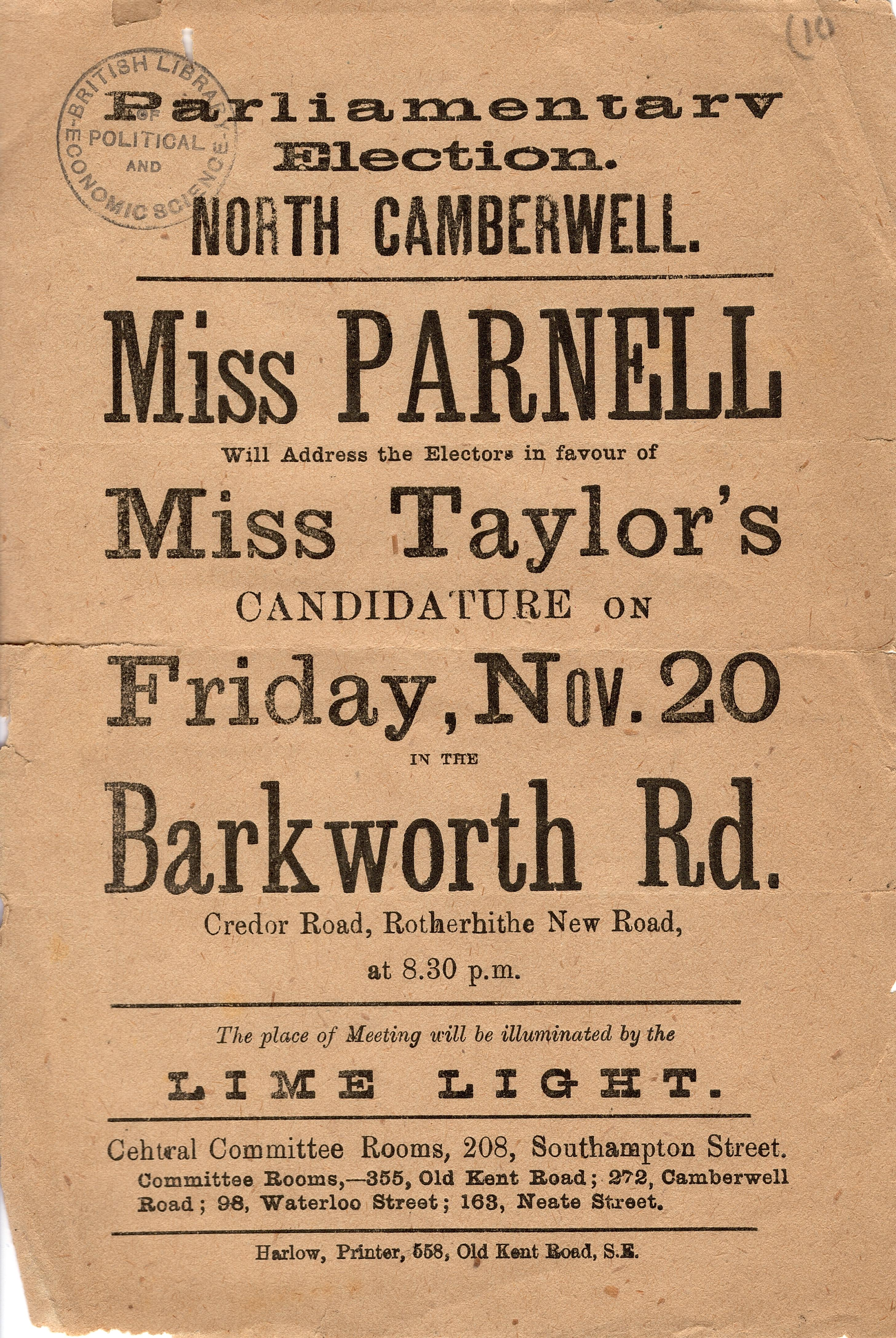
Ankündigung für eine öffentliche Kundgebung, auf der Helen Taylor als Kandidatin für die Parlamentswahl 1885 spricht

Helen Taylor (* 27. Juli 1831 in London; † 29. Januar 1907 in Torquay) war eine englische Frauenrechtlerin.

## Leben und Wirken

### Herkunft und Ausbildung
Taylor war die Tochter von John und Harriet Taylor, die beide Unitarier und mit William Johnson Fox befreundet waren. Harriet Taylor heiratete nach dem Tod ihres Mannes John Stuart Mill. Helen Taylor begann 1856 eine Ausbildung als Schauspielerin und hatte Auftritte in Newcastle, Doncaster und Glasgow. Nach dem Tod ihrer Mutter 1858 gab sie ihre Schauspielausbildung auf und unterstützte ihren Stiefvater John Stuart Mill als Haushälterin und Sekretärin. Sie wirkte an der Vollendung seines Buchs The Subjection of Women mit und arbeitete in den nächsten fünfzehn Jahren eng mit ihm zusammen.

### Engagement in der Frauenrechtsbewegung
Daneben war sie selbst in der Frauenrechtsbewegung aktiv und Gründungsmitglied der Kensington Society, einer Diskussionsgruppe von Frauen, der u. a. Barbara Leigh Smith Bodichon, Jessie Boucherett, Emily Davies, Francis Mary Buss, Dorothea Beale, Anne Clough, Louisa Smith, Alice Westlake, Katherine Hare, Harriet Cook, Elizabeth Wolstenholme-Elmy und Elizabeth Garrett Anderson angehörten. 1867 initiierte sie zur Unterstützung eines Vorstoßes Mills im House of Commons für die politische Gleichberechtigung der Frauen gemeinsam mit Lydia Becker und Frances Power Cobbe eine Petition und veröffentlichte anonym in der Westminster Review den Artikel The Ladies Petition, aus dem die Kampfschrift The Claims of Englishwomen to the Suffrage Constitutionally Considered entstand.
1867 gründete sie mit Frances Power Cobbe, Lydia Becker, Millicent Fawcett, Barbara Bodichon, Jessie Boucherett, Emily Davies, Francis Mary Buss, Dorothea Beale, Anne Clough, Lilias Ashworth Hallett, Louisa Smith, Alice Westlake, Katherine Hare, Harriet Cook, Elizabeth Garrett, Priscilla Bright McLaren und Margaret Bright Lucas die London Society for Women's Suffrage, von der sie sich jedoch bereits im Folgejahr wegen interner Streitigkeiten trennte. 1870 hielt sie ihre erste Rede zum Frauenwahlrecht.
Auch kommunalpolitisch war Taylor aktiv und wurde 1876 für Southwark in das London School Board gewählt. 1881 wurde sie Mitglied der Social Democratic Federation. 1885 trat sie gemeinsam mit Richard Pankhurst, einem Vertreter der Liberal Party, auf.